# Phantom Ranch
Le Phantom Ranch est un hôtel américain dans le comté de Coconino, en Arizona. Situé à 774 mètres d'altitude dans le Grand Canyon, ce lodge est protégé au sein du parc national du Grand Canyon. Dessiné par Mary Colter, il a été construit en 1922 dans le style rustique du National Park Service. Opéré Xanterra Travel Collection, il est membre des Historic Hotels of America depuis 2012.